# Basketball Hall of Fame

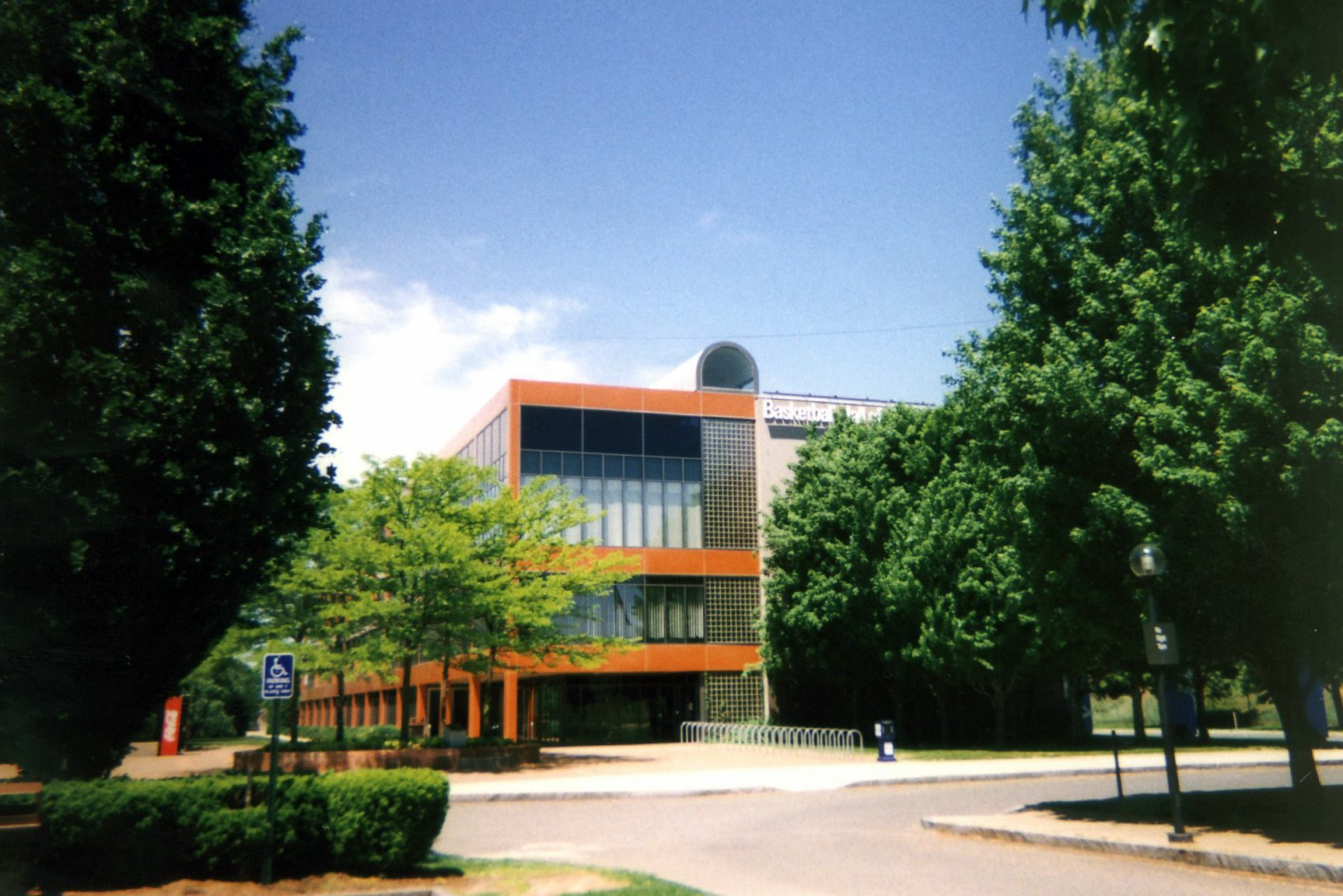
A entrada do ginásio do Basketball Hall of Fame

O Naismith Memorial Basketball Hall of Fame é um hall da fama construído em homenagem a James Naismith, inventor do basquetebol. É localizado em Springfield, no estado norte-americano de Massachusetts, e honra jogadores, técnicos, árbitros e outras pessoas que contribuíram diretamente para a história do basquete.

## Honrados
Até 2016, foram introduzidos 355 indivíduos (174 como jogador; 96 como técnico; 3 como jogador e técnico; 66 como contribuidores; e 16 como árbitros e 610 times. Todos sem nacionalidade marcada são dos Estados Unidos.
| Nome                 | Nota                                                  | Ano  |
| -------------------- | ----------------------------------------------------- | ---- |
| Kareem Abdul-Jabbar  |                                                       | 1995 |
| Ray Allen            |                                                       | 2018 |
| Nate Archibald       |                                                       | 1991 |
| Paul Arizin          |                                                       | 1978 |
| Charles Barkley      | Membro do Dream Team                                  | 2006 |
| Thomas Barlow        |                                                       | 1981 |
| Rick Barry           |                                                       | 1987 |
| Elgin Baylor         |                                                       | 1977 |
| Zelmo Beaty          |                                                       | 2016 |
| John Beckman         |                                                       | 1973 |
| Walt Bellamy         | Membro da Seleção de 1960                             | 1993 |
| Sergei Belov         | União Soviética () · Primeiro estrangeiro introduzido | 1992 |
| Dave Bing            |                                                       | 1990 |
| Larry Bird           | Membro do Dream Team                                  | 1998 |
| Carol Blazejowski    | ♀                                                     | 1994 |
| Bennie Borgmann      |                                                       | 1961 |
| Chris Bosh           |                                                       | 2021 |
| Sonny Boswell        |                                                       | 2022 |
| Bill Bradley         |                                                       | 1983 |
| Carl Braun           |                                                       | 2019 |
| Joseph Brennan       |                                                       | 1975 |
| Roger Brown          |                                                       | 2013 |
| Kobe Bryant          |                                                       | 2020 |
| Swin Cash            | ♀                                                     | 2022 |
| Tamika Catchings     |                                                       | 2020 |
| Al Cervi             |                                                       | 1985 |
| Wilt Chamberlain     |                                                       | 1979 |
| Maurice Cheeks       |                                                       | 2018 |
| Zack Clayton         |                                                       | 2017 |
| Chuck Cooper         |                                                       | 2019 |
| Tarzan Cooper        |                                                       | 1977 |
| Cynthia Cooper-Dyke  | ♀                                                     | 2010 |
| Krešimir Ćosić       | Croácia ()                                            | 1996 |
| Bob Cousy            |                                                       | 1971 |
| Dave Cowens          |                                                       | 1991 |
| Joan Crawford        | ♀                                                     | 1997 |
| Billy Cunningham     |                                                       | 1986 |
| Denise Curry         | ♀                                                     | 1997 |
| Dražen Dalipagić     | Iugoslávia                                            | 2004 |
| Louie Dampier        |                                                       | 2015 |
| Bob Dandridge        |                                                       | 2021 |
| Adrian Dantley       |                                                       | 2008 |
| Mel Daniels          |                                                       | 2012 |
| Robert E. Davies     |                                                       | 1970 |
| Forrest DeBernardi   |                                                       | 1961 |
| Dave DeBusschere     |                                                       | 1983 |
| Dutch Dehnert        | Membro dos Original Celtics                           | 1969 |
| Vlade Divac          | Sérvia ()                                             | 2019 |
| Anne Donovan         | ♀                                                     | 1995 |
| Clyde Drexler        | Membro do Dream Team                                  | 2004 |
| Mel Daniels          |                                                       | 2012 |
| Joe Dumars           |                                                       | 2006 |
| Tim Duncan           |                                                       | 2020 |
| Teresa Edwards       | ♀                                                     | 2011 |
| Paul Endacott        |                                                       | 1972 |
| Alex English         |                                                       | 1997 |
| Julius Erving        |                                                       | 1993 |
| Patrick Ewing        | Membro do Dream Team                                  | 2008 |
| Harold E. Foster     |                                                       | 1964 |
| Walt Frazier         |                                                       | 1987 |
| Max Friedman         |                                                       | 1972 |
| Joseph F. Fulks      |                                                       | 1978 |
| Lauren Gale          | ♀                                                     | 1977 |
| Nikos Galis          |                                                       | 2017 |
| Harry Gallatin       |                                                       | 1991 |
| Kevin Garnett        |                                                       | 2020 |
| Pau Gasol            | Espanha                                               | 2023 |
| Pop Gates            | Membro do NY Rens                                     | 1989 |
| George Gervin        |                                                       | 1996 |
| Artis Gilmore        |                                                       | 1972 |
| Manu Ginóbili        | Argentina                                             | 2022 |
| Thomas J. Gola       |                                                       | 1976 |
| Gail Goodrich        |                                                       | 1996 |
| Hal Greer            |                                                       | 1982 |
| Theresa Grentz       | ♀ Também induzida como técnica                        | 2022 |
| Yolanda Griffith     | ♀                                                     | 2021 |
| Robert Gruenig       |                                                       | 1963 |
| Richie Guerin        |                                                       | 2013 |
| Cliff Hagan          |                                                       | 1978 |
| Becky Hammon         | ♀ · Rússia (naturalizada)                             | 2023 |
| Tim Hardaway         |                                                       | 2022 |
| Vic Hanson           |                                                       | 1960 |
| Lusia Harris         | ♀ (primeira mulher introduzida)                       | 1992 |
| Spencer Haywood      |                                                       | 2015 |
| John Havlicek        |                                                       | 1984 |
| Connie Hawkins       |                                                       | 1992 |
| Elvin Hayes          |                                                       | 1990 |
| Marques Haynes       | Membro dos Globetrotters                              | 1998 |
| Tom Heinsohn         |                                                       | 1986 |
| Grant Hill           |                                                       | 2018 |
| Nat Holman           | Membro dos Original Celtics                           | 1964 |
| Bob Houbregs         |                                                       | 1987 |
| Bailey Howell        |                                                       | 1997 |
| Lou Hudson           |                                                       | 2022 |
| Chuck Hyatt          |                                                       | 1959 |
| John Isaacs          | Membro do NY Rens                                     | 2015 |
| Dan Issel            |                                                       | 1993 |
| Allen Iverson        |                                                       | 2016 |
| Lauren Jackson       | ♀ Austrália                                           | 2021 |
| Buddy Jeannette      |                                                       | 1994 |
| Fats Jenkins         |                                                       | 2021 |
| Dennis Johnson       |                                                       | 2010 |
| Magic Johnson        | Membro do Dream Team                                  | 2002 |
| Skinny Johnson       |                                                       | 1977 |
| Neil Johnston        |                                                       | 1990 |
| Bobby Jones          |                                                       | 2019 |
| K.C. Jones           |                                                       | 1989 |
| Sam Jones            |                                                       | 1984 |
| Michael Jordan       | Membro do Dream Team                                  | 2009 |
| Jason Kidd           |                                                       | 2018 |
| Bernard King         |                                                       | 2013 |
| Radivoj Korać        | Sérvia ( Iugoslávia)                                  | 2022 |
| Moose Krause         |                                                       | 1976 |
| Toni Kukoc           | Croácia ( Iugoslávia)                                 | 2021 |
| Bob Kurland          |                                                       | 1961 |
| Bob Lanier           |                                                       | 1992 |
| Joseph B. Lapchick   | Membro dos Original Celtics                           | 1966 |
| Lisa Leslie          | ♀                                                     | 2015 |
| Nancy Lieberman      | ♀                                                     | 1996 |
| Clyde E. Lovellette  |                                                       | 1988 |
| Jerry Lucas          | Membro da Seleção de 1960                             | 1980 |
| Hank Luisetti        |                                                       | 1959 |
| Ed Macauley          |                                                       | 1960 |
| Ubiratan Maciel      | Brasil                                                | 2010 |
| Karl Malone          | Membro do Dream Team                                  | 2010 |
| Moses Malone         |                                                       | 2001 |
| Pete Maravich        |                                                       | 1987 |
| Hortência Marcari    | ♀ Brasil                                              | 2005 |
| Šarūnas Marčiulionis | Lituânia ()                                           | 2015 |
| Slater Martin        |                                                       | 1982 |
| Bob McAdoo           |                                                       | 2000 |
| Branch McCracken     |                                                       | 1960 |
| Jack McCracken       |                                                       | 1962 |
| George McGinnis      |                                                       | 2017 |
| Bobby McDermott      |                                                       | 1988 |
| Katrina McClain      | ♀                                                     | 2012 |
| Tracy McGrady        |                                                       | 2017 |
| Dick McGuire         |                                                       | 1993 |
| Kevin McHale         |                                                       | 1999 |
| Dino Meneghin        | Itália                                                | 2003 |
| Ann Meyers           | ♀                                                     | 1993 |
| George Mikan         |                                                       | 1959 |
| Vern Mikkelsen       |                                                       | 1995 |
| Cheryl Miller        | ♀                                                     | 1995 |
| Reggie Miller        |                                                       | 2012 |
| Alonzo Mourning      |                                                       | 2014 |
| Sidney Moncrief      |                                                       | 2017 |
| Earl Monroe          |                                                       | 1990 |
| Pearl Moore          | ♀                                                     | 2021 |
| Chris Mullin         | Membro do Dream Team                                  | 2011 |
| Calvin Murphy        |                                                       | 1993 |
| Stretch Murphy       |                                                       | 1960 |
| Dikembe Mutombo      | República Democrática do Congo · ()                   | 2015 |
| Steve Nash           | Canadá                                                | 2018 |
| Dirk Nowitzki        | Alemanha                                              | 2023 |
| Hakeem Olajuwon      |                                                       | 2008 |
| Harold G. Olsen      |                                                       | 1959 |
| Shaquille O'Neal     |                                                       | 2016 |
| Harlan Page          |                                                       | 1962 |
| Robert Parish        |                                                       | 2003 |
| Tony Parker          | França                                                | 2023 |
| Gary Payton          |                                                       | 2013 |
| Dražen Petrović      | Croácia ()                                            | 2002 |
| Bob Pettit           |                                                       | 1971 |
| Andy Phillip         |                                                       | 1961 |
| Paul Pierce          |                                                       | 2021 |
| Scottie Pippen       | Membro do Dream Team                                  | 2010 |
| Jim Pollard          |                                                       | 1978 |
| Cumberland Posey     |                                                       | 2016 |
| Albert Pullins       |                                                       | 2022 |
| Dino Rađa            | Croácia ( Iugoslávia)                                 | 2018 |
| Frank Ramsey         |                                                       | 1982 |
| Willis Reed          |                                                       | 1982 |
| David Robinson       | Membro do Dream Team                                  | 2009 |
| Mitch Richmond       |                                                       | 2014 |
| Guy Rodgers          |                                                       | 2014 |
| Dennis Rodman        |                                                       | 2011 |
| Arnie Risen          |                                                       | 1998 |
| Oscar Robertson      | Membro da Seleção de 1960                             | 1980 |
| John Roosma          |                                                       | 1961 |
| Honey Russell        |                                                       | 1964 |
| Bill Russell         | Também induzido como técnico                          | 1975 |
| Arvydas Sabonis      | Lituânia ()                                           | 2010 |
| Ralph Sampson        |                                                       | 2012 |
| Dolph Schayes        |                                                       | 1973 |
| Ernest Schmidt       |                                                       | 1974 |
| Oscar Schmidt        | Brasil                                                | 2013 |
| John Schommer        |                                                       | 1959 |
| Charlie Scott        |                                                       | 2021 |
| Barney Sedran        |                                                       | 1962 |
| Uljana Semjonova     | ♀ União Soviética ()                                  | 1993 |
| Bill Sharman         | Também introduzido como técnico                       | 1976 |
| Jack Sikma           |                                                       | 2019 |
| Katie Smith          | ♀                                                     | 2018 |
| John Stockton        | Membro do Dream Team                                  | 2009 |
| Christian Steinmetz  |                                                       | 1961 |
| Dawn Staley          | ♀                                                     | 2013 |
| Maurice Stokes       |                                                       | 2004 |
| Sheryl Swoopes       | ♀                                                     | 2016 |
| Goose Tatum          | Membro dos Globetrotters                              | 2011 |
| Isiah Thomas         |                                                       | 2000 |
| David Thompson       |                                                       | 1996 |
| John "Cat" Thompson  |                                                       | 1962 |
| Tina Thompson        | ♀                                                     | 2018 |
| Nate Thurmond        |                                                       | 1985 |
| Jack Twyman          |                                                       | 1983 |
| Wes Unseld           |                                                       | 1988 |
| Fuzzy Vandivier      |                                                       | 1975 |
| Ed Wachter           |                                                       | 1961 |
| Dwyane Wade          |                                                       | 2023 |
| Chet Walker          |                                                       | 2012 |
| Ben Wallace          |                                                       | 2021 |
| Bill Walton          |                                                       | 1993 |
| Bobby Wanzer         |                                                       | 1987 |
| Ora Mae Washington   | ♀                                                     | 2018 |
| Teresa Weatherspoon  | ♀                                                     | 2019 |
| Chris Webber         |                                                       | 2021 |
| Jerry West           | Membro da Seleção de 1960                             | 1980 |
| Chris Westphal       |                                                       | 2019 |
| Lindsay Whelan       | ♀                                                     | 2022 |
| Nera White           | ♀ (primeira mulher introduzida)                       | 1992 |
| Jo Jo White          |                                                       | 2015 |
| Lenny Wilkens        | Também introduzido como técnico                       | 1989 |
| Jamaal Wilkes        |                                                       | 2012 |
| Dominique Wilkins    |                                                       | 2006 |
| Lynette Woodard      | ♀                                                     | 2004 |
| John Wooden          | Também introduzido como técnico                       | 1960 |
| James Worthy         |                                                       | 2003 |
| Yao Ming             | China                                                 | 2016 |
| George Yardley       |                                                       | 1996 |

| Ano  | Pessoa                                 | Ref.          |
| ---- | -------------------------------------- | ------------- |
| 1959 | Phog Allen                             | [ 1 ]         |
| 1959 | Clifford Carlson                       | [ 2 ]         |
| 1959 | Walter Meanwell                        | [ 3 ]         |
| 1960 | Ernest Blood                           | [ 4 ]         |
| 1960 | Frank Keaney                           | [ 5 ]         |
| 1960 | Ward Lambert                           | [ 6 ]         |
| 1961 | George Keogan                          | [ 7 ]         |
| 1961 | Lenny Sachs                            | [ 8 ]         |
| 1964 | Ken Loeffler                           | [ 9 ]         |
| 1965 | Howard Hobson                          | [ 10 ]        |
| 1966 | Everett Dean                           | [ 11 ]        |
| 1968 | Howard Cann                            | [ 12 ]        |
| 1968 | Slats Gill                             | [ 13 ]        |
| 1968 | Doggie Julian                          | [ 14 ]        |
| 1969 | Red Auerbach                           | [ 15 ]        |
| 1969 | Henry Iba                              | [ 16 ]        |
| 1969 | Adolph Rupp                            | [ 17 ]        |
| 1970 | Ben Carnevale                          | [ 18 ]        |
| 1972 | Edgar Diddle                           | [ 19 ]        |
| 1973 | Bruce Drake                            | [ 20 ]        |
| 1973 | Dutch Lonborg                          | [ 21 ]        |
| 1973 | John Wooden                            | [ 22 ]        |
| 1976 | Harry Litwack                          | [ 23 ]        |
| 1977 | Frank McGuire                          | [ 24 ]        |
| 1979 | Sam Barry                              | [ 25 ]        |
| 1979 | Eddie Hickey                           | [ 26 ]        |
| 1979 | Ray Meyer                              | [ 27 ]        |
| 1980 | Everett Shelton                        | [ 28 ]        |
| 1981 | Arad McCutchan                         | [ 29 ]        |
| 1982 | Everett Case                           | [ 30 ]        |
| 1982 | Clarence Gaines                        | [ 31 ]        |
| 1983 | Dean Smith                             | [ 32 ]        |
| 1984 | Jack Gardner                           | [ 33 ]        |
| 1985 | Harold Anderson                        | [ 34 ]        |
| 1985 | Marv Harshman                          | [ 35 ]        |
| 1985 | Margaret Wade                          | [ 36 ]        |
| 1986 | Red Holzman                            | [ 37 ]        |
| 1986 | Fred Taylor                            | [ 38 ]        |
| 1986 | Stan Watts                             | [ 39 ]        |
| 1988 | Ralph Miller                           | [ 40 ]        |
| 1991 | Bob Knight                             | [ 41 ]        |
| 1992 | Lou Carnesecca                         | [ 42 ]        |
| 1992 | Al McGuire                             | [ 43 ]        |
| 1992 | Jack Ramsay                            | [ 44 ]        |
| 1992 | Phil Woolpert                          | [ 45 ]        |
| 1994 | Denny Crum                             | [ 46 ]        |
| 1994 | Chuck Daly                             | [ 47 ]        |
| 1994 | Cesare Rubini · Itália                 | [ 48 ]        |
| 1995 | Aleksandr Gomelsky · União Soviética() | [ 49 ]        |
| 1995 | John Kundla                            | [ 50 ]        |
| 1997 | Pete Carril                            | [ 51 ]        |
| 1997 | Antonio Díaz-Miguel · Espanha          | [ 52 ]        |
| 1997 | Don Haskins                            | [ 53 ]        |
| 1998 | Jody Conradt                           | [ 54 ]        |
| 1998 | Alex Hannum                            | [ 55 ]        |
| 1998 | Aleksandar Nikolić · Sérvia ()         | [ 56 ]        |
| 1998 | Lenny Wilkens                          | [ 57 ]        |
| 1999 | Billie Moore                           | [ 58 ]        |
| 1999 | John Thompson                          | [ 59 ]        |
| 2000 | Pat Summitt                            | [ 60 ]        |
| 2000 | Morgan Wootten                         | [ 61 ]        |
| 2001 | John Chaney                            | [ 62 ]        |
| 2001 | Mike Krzyzewski                        | [ 63 ]        |
| 2002 | Larry Brown                            | [ 64 ]        |
| 2002 | Lute Olson                             | [ 65 ]        |
| 2002 | Kay Yow                                | [ 66 ]        |
| 2003 | Leon Barmore                           | [ 67 ]        |
| 2004 | Bill Sharman                           | [ 68 ]        |
| 2005 | Jim Boeheim                            | [ 69 ]        |
| 2005 | Jim Calhoun                            | [ 70 ]        |
| 2005 | Sue Gunter                             | [ 71 ]        |
| 2006 | Geno Auriemma                          | [ 72 ]        |
| 2006 | Sandro Gamba · Itália                  | [ 73 ]        |
| 2007 | Van Chancellor                         | [ 74 ]        |
| 2007 | Pedro Ferrándiz · Espanha              | [ 75 ]        |
| 2007 | Phil Jackson                           | [ 76 ]        |
| 2007 | Mirko Novosel · Iugoslávia ()          | [ 77 ]        |
| 2007 | Roy Williams                           | [ 78 ] [ 79 ] |
| 2008 | Pat Riley                              | [ 80 ]        |
| 2008 | Cathy Rush                             | [ 81 ]        |
| 2009 | Jerry Sloan                            | [ 82 ]        |
| 2009 | C. Vivian Stringer                     | [ 83 ]        |
| 2010 | Bob Hurley                             | [ 84 ]        |
| 2011 | Herb Magee                             | [ 85 ]        |
| 2011 | Tara VanDerveer                        | [ 86 ]        |
| 2012 | Lidia Alexeeva · União Soviética()     | [ 87 ]        |
| 2012 | Don Nelson                             | [ 88 ]        |
| 2013 | Sylvia Hatchell                        | [ 89 ]        |
| 2013 | Guy Lewis                              | [ 90 ]        |
| 2013 | Rick Pitino                            | [ 91 ]        |
| 2013 | Jerry Tarkanian                        | [ 92 ]        |
| 2014 | Bobby "Slick" Leonard                  | [ 93 ]        |
| 2014 | Nolan Richardson                       | [ 94 ]        |
| 2014 | Gary Williams                          | [ 95 ]        |
| 2015 | John Calipari                          | [ 96 ]        |
| 2015 | Lindsay Gaze · Austrália               | [ 97 ]        |
| 2015 | Tom Heinsohn                           | [ 98 ]        |
| 2016 | Tom Izzo                               | [ 99 ]        |
| 2016 | John McLendon                          | [ 100 ]       |
| 2017 | Robert Hughes                          |               |
| 2017 | Muffet McGraw                          |               |
| 2017 | Bill Self                              |               |
| 2018 | Lefty Driesell                         |               |
| 2019 | Bill Fitch                             |               |
| 2020 | Kim Mulkey                             |               |
| 2020 | Barbara Stevens                        |               |
| 2020 | Eddie Sutton                           |               |
| 2020 | Rudy Tomjanovich                       |               |
| 2021 | Rick Adelman                           |               |
| 2021 | Cotton Fitzsimmons                     |               |
| 2021 | Bill Russell                           |               |
| 2021 | Jay Wright                             |               |
| 2022 | Theresa Grentz                         |               |
| 2022 | Bob Huggins                            |               |
| 2022 | George Karl                            |               |
| 2022 | Marianne Stanley                       |               |
| 2023 | Gene Bess                              |               |
| 2023 | Gary Blair                             |               |
| 2023 | David Hixon                            |               |
| 2023 | Gene Keady                             |               |
| 2023 | Gregg Popovich                         |               |

| Ano  | Pessoa                                                   | Ref.    |
| ---- | -------------------------------------------------------- | ------- |
| 1959 | Luther H. Gulick                                         | [ 101 ] |
| 1959 | Edward J. "Ed" Hickox                                    | [ 102 ] |
| 1959 | Ralph Morgan                                             | [ 103 ] |
| 1959 | James Naismith · Canadá                                  | [ 104 ] |
| 1959 | Harold G. Olsen                                          | [ 105 ] |
| 1959 | Amos Alonzo Stagg                                        | [ 106 ] |
| 1959 | Oswald Tower                                             | [ 107 ] |
| 1960 | Henry V. Porter                                          | [ 108 ] |
| 1961 | John J. O'Brien                                          | [ 109 ] |
| 1961 | Arthur A. Schabinger                                     | [ 110 ] |
| 1961 | Arthur L. Trester                                        | [ 111 ] |
| 1962 | Frank Morgenweck                                         | [ 112 ] |
| 1962 | Lynn W. St. John                                         | [ 113 ] |
| 1963 | William A. Reid                                          | [ 114 ] |
| 1964 | John W. Bunn                                             | [ 115 ] |
| 1964 | Edward S. "Ned" Irish                                    | [ 116 ] |
| 1964 | R. William Jones · Reino Unido                           | [ 117 ] |
| 1965 | Walter A. Brown                                          | [ 118 ] |
| 1965 | Paul D. "Tony" Hinkle                                    | [ 119 ] |
| 1965 | William G. "Bill" Mokray                                 | [ 120 ] |
| 1968 | Clair F. Bee                                             | [ 121 ] |
| 1969 | Charles H. "Chuck" Taylor                                | [ 122 ] |
| 1971 | Abraham M. "Abe" Saperstein                              | [ 123 ] |
| 1972 | Robert L. "Bob" Douglas                                  | [ 124 ] |
| 1972 | Edward "Ed" Gottlieb                                     | [ 125 ] |
| 1972 | W.R. Clifford "Cliff" Wells                              | [ 126 ] |
| 1973 | Elmer H. Ripley                                          | [ 127 ] |
| 1974 | Harry A. Fisher                                          | [ 128 ] |
| 1974 | Maurice Podoloff                                         | [ 129 ] |
| 1975 | Emil S. Liston                                           | [ 130 ] |
| 1979 | John B. McLendon                                         | [ 131 ] |
| 1979 | Peter F. "Pete" Newell · Canadá                          | [ 132 ] |
| 1980 | Lester "Les" Harrison                                    | [ 133 ] |
| 1981 | Ferenc Hepp · Hungria                                    | [ 134 ] |
| 1981 | James Walter Kennedy                                     | [ 135 ] |
| 1982 | Alva O. Duer                                             | [ 136 ] |
| 1983 | Louis G. Wilke                                           | [ 137 ] |
| 1984 | Clifford B. "Cliff" Fagan                                | [ 138 ] |
| 1984 | Edward S. "Ed" Steitz                                    | [ 139 ] |
| 1985 | Senda Berenson Abbott                                    | [ 140 ] |
| 1985 | Bertha F. Teague                                         | [ 141 ] |
| 1991 | Lawrence "Larry" Fleisher                                | [ 142 ] |
| 1991 | Lawrence F. "Larry" O'Brien                              | [ 143 ] |
| 1991 | Borislav "Boris" Stankovic · Iugoslávia                  | [ 144 ] |
| 1999 | Wayne R. Embry                                           | [ 145 ] |
| 1999 | Fred Zollner                                             | [ 146 ] |
| 2000 | Daniel "Danny" Biasone                                   | [ 147 ] |
| 2000 | Charles Martin Newton                                    | [ 148 ] |
| 2003 | Francis D. "Chick" Hearn                                 | [ 149 ] |
| 2003 | Meadowlark Lemon                                         | [ 150 ] |
| 2003 | Earl F. Lloyd                                            | [ 151 ] |
| 2004 | Jerry Colangelo                                          | [ 152 ] |
| 2005 | Hubert "Hubie" Brown                                     | [ 153 ] |
| 2006 | Dave Gavitt                                              | [ 154 ] |
| 2008 | William Davidson                                         | [ 155 ] |
| 2008 | Dick Vitale                                              | [ 156 ] |
| 2010 | Jerry Buss                                               | [ 157 ] |
| 2011 | Tom "Satch" Sanders                                      | [ 158 ] |
| 2011 | Tex Winter                                               | [ 159 ] |
| 2012 | Donald Barksdale                                         | [ 160 ] |
| 2012 | Phil Knight                                              | [ 161 ] |
| 2013 | Russ Granik                                              | [ 162 ] |
| 2013 | Edwin Bancroft Henderson                                 | [ 163 ] |
| 2014 | Nathaniel "Sweetwater" Clifton                           | [ 164 ] |
| 2014 | David Stern                                              | [ 165 ] |
| 2015 | George Raveling                                          | [ 166 ] |
| 2016 | Jerry Reinsdorf                                          | [ 100 ] |
| 2017 | Rebecca Lobo ♀ Mannie Jackson Tom Jernstedt Jerry Krause |         |
| 2018 | Rod Thorn Rick Welts                                     |         |
| 2019 | Al Attles                                                |         |
| 2020 | Patrick Baumann                                          |         |
| 2021 | Val Ackerman                                             | [ 167 ] |
| 2021 | Howard Garfinkel                                         |         |
| 2022 | Larry Costello                                           | [ 168 ] |
| 2022 | Del Harris                                               | [ 169 ] |
| 2023 | Jim Valvano                                              |         |

| Ano  | Árbitro                    | Ref.    |
| ---- | -------------------------- | ------- |
| 1959 | Matthew P. "Pat" Kennedy   | [ 170 ] |
| 1960 | George T. Hepbron          | [ 171 ] |
| 1961 | George H. Hoyt             | [ 172 ] |
| 1961 | Ernest C. Quigley · Canadá | [ 173 ] |
| 1961 | David "Dave" Tobey         | [ 174 ] |
| 1962 | David H. Walsh             | [ 175 ] |
| 1978 | John P. Nucatola           | [ 176 ] |
| 1979 | James E. "Jim" Enright     | [ 177 ] |
| 1980 | J. Dallas Shirley          | [ 178 ] |
| 1983 | Lloyd R. Leith             | [ 179 ] |
| 1986 | Zigmund J. "Red" Mihalik   | [ 180 ] |
| 1995 | Earl Strom                 | [ 181 ] |
| 2007 | Marvin "Mendy" Rudolph     | [ 182 ] |
| 2012 | Hank Nichols               | [ 183 ] |
| 2015 | Richard "Dick" Bavetta     | [ 184 ] |
| 2016 | Darell Garretson           | [ 100 ] |

| Time                                        | Época          | Introdução |
| ------------------------------------------- | -------------- | ---------- |
| Buffalo Germans                             | 1895-1925      | 1961       |
| Texas Western                               | 1966           | 2007       |
| New York Rens                               | 1923-1949      | 1963       |
| Harlem Globetrotters                        | Desde 1926     | 2002       |
| The First Team                              | 1891           | 1959       |
| Original Celtics                            | Década de 1920 | 1959       |
| Seleção de 1960                             | 1960           | 2010       |
| Dream Team                                  | 1992           | 2010       |
| All American Red Heads                      | 1936-1986      | 2012       |
| Immaculata University                       | 1972-1977      | 2015       |
| Tennessee A&I State                         | 1957-1959      | 2019       |
| Time feminino do Wayland Baptist University | 1948–82        | 2019       |